# 竹岛卓一
竹岛卓一（日语：竹島 卓一/たけしま たくいち，1901年4月29日—1992年1月14日），日本的建筑史学家，是名古屋工業大學名誉教授，以研究中国北宋时期的建筑而闻名。

## 著作
- 《遼金時代ノ建築ト其仏像》（1935年）
- 《中国の建築》（1970年）
- 《営造法式の研究1》（1970年）
- 《営造方式の研究2》（1971年）
- 《営造法式の研究3》（1972年）
- 《建築技法から見た法隆寺金堂の諸問題》（1975年）